# Orel & Reschka

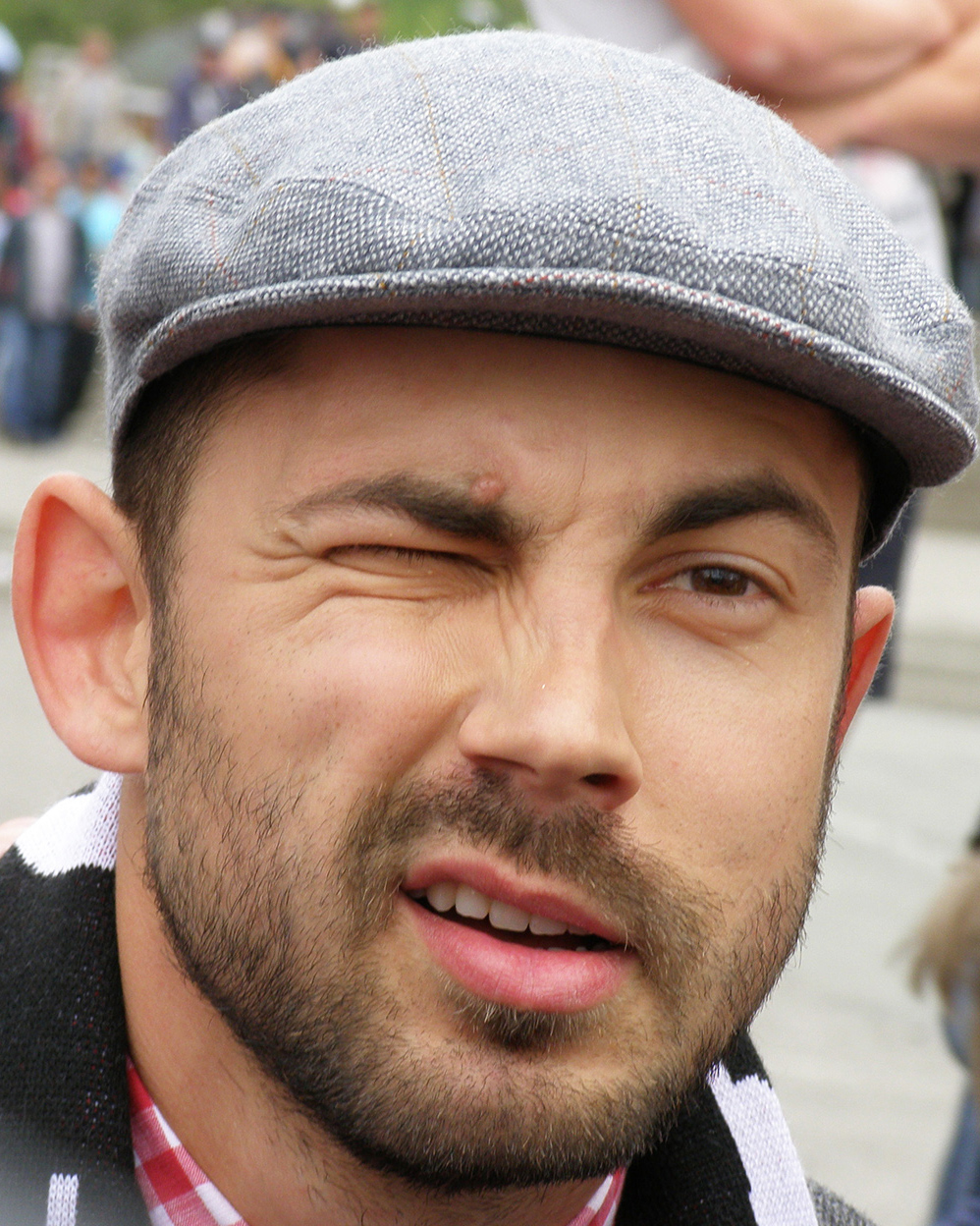
Andrej Bednjakow (russisch: Андрей Бедняков), einer der Moderatoren der ukrainischen Reisesendung

Orel & Reschka (russische Originalschreibweise „Орёл & Решка“, ukrainisch „Орел і решка“) ist der Name eines ukrainischen Fernseh-Reisemagazins, das auf Russisch produziert wird. Die Fernsehsendung wurde seit ihrer Premiere 2011 im ukrainischen Fernsehen vor allem in osteuropäischen Ländern populär. Neben Ausstrahlungen im russischen, kasachischen, belarussischen und estnischen Fernsehen, wurde die Sendung mit Polen und Israel auch in Ländern ausgestrahlt, die nicht zur ehemaligen Sowjetunion gehören.

## Sendungskonzept
Der Name der Sendung nimmt Bezug auf die beiden Seiten einer Münze und wäre im Deutschen am ehesten mit „Kopf oder Zahl“ zu übersetzen. Das Konzept der Fernsehsendung besteht darin, dass die beiden Moderatoren, ein junger Mann und eine junge Frau, an einem Wochenende eine zweitägige Reise unternehmen. Nach der Ankunft am Flughafen wird eine Münze geworfen, die darüber entscheidet, wer mit einem knappen Budget von 100 US-Dollar auskommen muss und wer mit einer sogenannten „Gold-Karte“ über ein nahezu unbegrenztes Budget verfügt. Alle Ausgaben der beiden Reisenden werden permanent in US-Dollar umgerechnet und eingeblendet. Im August 2020 wurde eine neue Staffel mit neuen Co-Hosts angekündigt.

## Sendungen
| Sendungen Orel & Reschka                                             | Sendungen Orel & Reschka | Sendungen Orel & Reschka | Sendungen Orel & Reschka | Sendungen Orel & Reschka |
| Erste Saison                                                         | Folge                    | Ort                      | Golden Card Inhaber      | Erstausstrahlung         |
| -------------------------------------------------------------------- | ------------------------ | ------------------------ | ------------------------ | ------------------------ |
| Erste Saison                                                         | 1 (1)                    | New York City            | Alan                     | Februar 13, 2011         |
| Erste Saison                                                         | 2 (2)                    | Las Vegas                | Alan                     | Februar 20, 2011         |
| Erste Saison                                                         | 3 (3)                    | San Francisco            | Janna                    | Februar 27, 2011         |
| Erste Saison                                                         | 4 (4)                    | Los Angeles              | Alan                     | März 6, 2011             |
| Erste Saison                                                         | 5 (5)                    | Barcelona                | Alan                     | März 13, 2011            |
| Erste Saison                                                         | 6 (6)                    | Jordanien                | Alan                     | März 20, 2011            |
| Erste Saison                                                         | 7 (7)                    | Israel                   | Janna                    | März 27, 2011            |
| Erste Saison                                                         | 8 (8)                    | Rom                      | Janna                    | April 10, 2011           |
| Erste Saison                                                         | 9 (9)                    | Madrid                   | Alan                     | April 17, 2011           |
| Erste Saison                                                         | 10 (10)                  | Mailand                  | Janna                    | April 24, 2011           |
| Erste Saison                                                         | 11 (11)                  | Phnom Penh               | Alan                     | Mai 1, 2011              |
| Erste Saison                                                         | 12 (12)                  | Bangkok                  | Alan                     | Mai 8, 2011              |
| Erste Saison                                                         | 13 (13)                  | Ho-Chi-Minh-Stadt        | Janna                    | Mai 15, 2011             |
| Erste Saison                                                         | 14 (14)                  | Baku                     | Alan                     | Mai 22, 2011             |
| Erste Saison                                                         | 15 (15)                  | Tiflis                   | Janna                    | Mai 29, 2011             |
| Zweite Saison                                                        | Folge                    | Ort                      | Golden Card Inhaber      | Erstausstrahlung         |
| Zweite Saison                                                        | 1 (16)                   | Mexiko-Stadt             | Janna                    | September 3, 2011        |
| Zweite Saison                                                        | 2 (17)                   | Havanna                  | Janna                    | September 10, 2011       |
| Zweite Saison                                                        | 3 (18)                   | Amsterdam                | Andrej                   | September 17, 2011       |
| Zweite Saison                                                        | 4 (19)                   | Cancún                   | Andrej                   | September 24, 2011       |
| Zweite Saison                                                        | 5 (20)                   | Batumi                   | Janna                    | Oktober 1, 2011          |
| Zweite Saison                                                        | 6 (21)                   | Paris                    | Andrej                   | Oktober 8, 2011          |
| Zweite Saison                                                        | 7 (22)                   | Istanbul                 | Janna                    | Oktober 15, 2011         |
| Zweite Saison                                                        | 8 (23)                   | Berlin                   | Janna                    | Oktober 22, 2011         |
| Zweite Saison                                                        | 9 (24)                   | Athen                    | Andrej                   | Oktober 29, 2011         |
| Zweite Saison                                                        | 10 (25)                  | Dubai                    | Andrej                   | November 5, 2011         |
| Zweite Saison                                                        | 11 (26)                  | Kathmandu                | Janna                    | November 12, 2011        |
| Zweite Saison                                                        | 12 (27)                  | Mumbai                   | Janna                    | November 19, 2011        |
| Zweite Saison                                                        | 13 (28)                  | Chicago                  | Andrej                   | Dezember 3, 2011         |
| Zweite Saison                                                        | 14 (29)                  | New Orleans              | Janna                    | Dezember 10, 2011        |
| Zweite Saison                                                        | 15 (30)                  | Dallas                   | Andrej                   | Dezember 17, 2011        |
| Zweite Saison                                                        | 16 (31)                  | Stockholm                | Janna                    | Dezember 24, 2011        |
| Zweite Saison                                                        | 17 (32)                  | Lappland                 | Andrej                   | Dezember 31, 2011        |
| Dritte Saison                                                        | Folge                    | Ort                      | Golden Card Inhaber      | Erstausstrahlung         |
| Dritte Saison                                                        | 1 (33)                   | Peking                   | Janna                    | Februar 11, 2012         |
| Dritte Saison                                                        | 2 (34)                   | Hongkong                 | Andrej                   | Februar 18, 2012         |
| Dritte Saison                                                        | 3 (35)                   | Jamaika                  | Andrej                   | Februar 25, 2012         |
| Dritte Saison                                                        | 4 (36)                   | Miami                    | Andrej                   | Märch 3, 2012            |
| Dritte Saison                                                        | 5 (37)                   | Managua                  | Janna                    | Märch 10, 2012           |
| Dritte Saison                                                        | 6 (38)                   | Beirut                   | Janna                    | Märch 17, 2012           |
| Dritte Saison                                                        | 7 (39)                   | Rio de Janeiro           | Janna                    | Märch 24, 2012           |
| Dritte Saison                                                        | 8 (40)                   | Santiago de Chile        | Janna                    | Märch 31, 2012           |
| Dritte Saison                                                        | 9 (41)                   | São Paulo                | Andrej                   | April 7, 2012            |
| Dritte Saison                                                        | 10 (42)                  | Machu Picchu             | Janna                    | April 14, 2012           |
| Dritte Saison                                                        | 11 (43)                  | Buenos Aires             | Andrej                   | April 21, 2012           |
| Dritte Saison                                                        | 12 (44)                  | Singapur                 | Janna                    | April 28, 2012           |
| Dritte Saison                                                        | 13 (45)                  | Sri Lanka                | Janna                    | Mai 5, 2012              |
| Dritte Saison                                                        | 14 (46)                  | Kuala Lumpur             | Andrej                   | Mai 12, 2012             |
| Dritte Saison                                                        | 15 (47)                  | Kiew                     | Andrej                   | Mai 19, 2012             |
| Dritte Saison                                                        | 16 (48)                  | Kiew                     | Andrej                   | Mai 26, 2012             |
| Vierte Saison                                                        | Folge                    | Ort                      | Golden Card Inhaber      | Erstausstrahlung         |
| Vierte Saison                                                        | 1 (49)                   | Sankt Petersburg         | Andrej                   | September 8, 2012        |
| Vierte Saison                                                        | 2 (50)                   | Edinburgh                | Andrej                   | September 15, 2012       |
| Vierte Saison                                                        | 3 (51)                   | Nairobi                  | Andrej                   | September 22, 2012       |
| Vierte Saison                                                        | 4 (52)                   | Riga                     | Lesya                    | September 29, 2012       |
| Vierte Saison                                                        | 5 (53)                   | London                   | Andrej                   | Oktober 6, 2012          |
| Vierte Saison                                                        | 6 (54)                   | Kopenhagen               | Andrej                   | Oktober 13, 2012         |
| Vierte Saison                                                        | 7 (55)                   | Kapstadt                 | Lesya                    | Oktober 20, 2012         |
| Vierte Saison                                                        | 8 (56)                   | Ålesund                  | Lesya                    | Oktober 27, 2012         |
| Vierte Saison                                                        | 9 (57)                   | Palermo                  | Andrej                   | November 3, 2012         |
| Vierte Saison                                                        | 10 (58)                  | Madagaskar               | Lesya                    | November 10, 2012        |
| Vierte Saison                                                        | 11 (59)                  | Côte d’Azur              | Lesya                    | November 17, 2012        |
| Vierte Saison                                                        | 12 (60)                  | Marrakesch               | Lesya                    | November 24, 2012        |
| Vierte Saison                                                        | 13 (61)                  | Kanarische Inseln        | Andrej                   | Dezember 1, 2012         |
| Vierte Saison                                                        | 14 (62)                  | Lissabon                 | Andrej                   | Dezember 8, 2012         |
| Vierte Saison                                                        | 15 (63)                  | Shanghai                 | Lesya                    | Dezember 15, 2012        |
| Vierte Saison                                                        | 16 (64)                  | Bali                     | Andrej                   | Dezember 22, 2012        |
| Vierte Saison                                                        | 17 (65)                  | Seoul                    | Lesya                    | Dezember 29, 2012        |
| Fünfte Saison                                                        | Folge                    | Ort                      | Golden Card Inhaber      | Erstausstrahlung         |
| Fünfte Saison                                                        | 1 (66)                   | Schweizer Alpen          | Lesya                    | Februar 9, 2013          |
| Fünfte Saison                                                        | 2 (67)                   | Wien                     | Andrej                   | Februar 16, 2013         |
| Fünfte Saison                                                        | 3 (68)                   | Prag                     | Lesya                    | Februar 23, 2013         |
| Fünfte Saison                                                        | 4 (69)                   | Brüssel                  | Andrej                   | Märch 2, 2013            |
| Fünfte Saison                                                        | 5 (70)                   | Venedig                  | Andrej                   | Märch 9, 2013            |
| Fünfte Saison                                                        | 6 (71)                   | La Paz                   | Lesya                    | April 14, 2013           |
| Fünfte Saison                                                        | 7 (72)                   | Quito                    | Andrej                   | April 21, 2013           |
| Fünfte Saison                                                        | 8 (73)                   | Costa Rica               | Lesya                    | April 28, 2013           |
| Sechste Saison (Resort)                                              | Folge                    | Ort                      | Golden Card Inhaber      | Erstausstrahlung         |
| Sechste Saison (Resort)                                              | 1 (74)                   | Abu Dhabi                | Nastya                   | Mai 12, 2013             |
| Sechste Saison (Resort)                                              | 2 (75)                   | Antalya                  | Andrej                   | Mai 19, 2013             |
| Sechste Saison (Resort)                                              | 3 (76)                   | Korsika                  | Nastya                   | Mai 26, 2013             |
| Sechste Saison (Resort)                                              | 4 (77)                   | Dubrovnik                | Nastya                   | Juni 2, 2013             |
| Sechste Saison (Resort)                                              | 5 (78)                   | Malta                    | Andrej                   | Juni 9, 2013             |
| Sechste Saison (Resort)                                              | 6 (79)                   | Valencia                 | Andrej                   | Juni 16, 2013            |
| Sechste Saison (Resort)                                              | 7 (80)                   | Kreta                    | Nastya                   | Juni 23, 2013            |
| Sechste Saison (Resort)                                              | 8 (81)                   | Ibiza                    | Andrej                   | Juni 30, 2013            |
| Siebente Saison (Zurück zu Sowjetunion)                              | Folge                    | Ort                      | Golden Card Inhaber      | Erstausstrahlung         |
| Siebente Saison (Zurück zu Sowjetunion)                              | 1 (82)                   | Minsk                    | Nastya                   | August 25, 2013          |
| Siebente Saison (Zurück zu Sowjetunion)                              | 2 (83)                   | Vilnius                  | Andrej                   | September 1, 2013        |
| Siebente Saison (Zurück zu Sowjetunion)                              | 3 (84)                   | Kasan                    | Andrej                   | September 8, 2013        |
| Siebente Saison (Zurück zu Sowjetunion)                              | 4 (85)                   | Krim                     | Andrej                   | September 15, 2013       |
| Siebente Saison (Zurück zu Sowjetunion)                              | 5 (86)                   | Chișinău                 | Nastya                   | September 22, 2013       |
| Siebente Saison (Zurück zu Sowjetunion)                              | 6 (87)                   | Odessa                   | Nastya                   | September 29, 2013       |
| Siebente Saison (Zurück zu Sowjetunion)                              | 7 (88)                   | Tallinn                  | Nastya                   | Oktober 6, 2013          |
| Siebente Saison (Zurück zu Sowjetunion)                              | 8 (89)                   | Baikal                   | Andrej                   | Oktober 13, 2013         |
| Siebente Saison (Zurück zu Sowjetunion)                              | 9 (90)                   | Wladiwostok              | Nastya                   | Oktober 20, 2013         |
| Siebente Saison (Zurück zu Sowjetunion)                              | 10 (91)                  | Kamchatka                | Nastya                   | Oktober 27, 2013         |
| Siebente Saison (Zurück zu Sowjetunion)                              | 11 (92)                  | Grosny                   | Nastya                   | November 3, 2013         |
| Siebente Saison (Zurück zu Sowjetunion)                              | 12 (93)                  | Jerewan                  | Andrej                   | November 10, 2013        |
| Siebente Saison (Zurück zu Sowjetunion)                              | 13 (94)                  | Georgien                 | Andrej                   | November 17, 2013        |
| Siebente Saison (Zurück zu Sowjetunion)                              | 14 (95)                  | Duschanbe                | Nastya                   | November 24, 2013        |
| Siebente Saison (Zurück zu Sowjetunion)                              | 15 (96)                  | Bischkek                 | Nastya                   | Dezember 1, 2013         |
| Siebente Saison (Zurück zu Sowjetunion)                              | 16 (97)                  | Almaty                   | Andrej                   | Dezember 8, 2013         |
| Siebente Saison (Zurück zu Sowjetunion)                              | 17 (98)                  | Baku 2*                  | Andrej                   | Dezember 15, 2013        |
| Siebente Saison (Zurück zu Sowjetunion)                              | 18 (99)                  | Kaliningrad              | Andrej                   | Dezember 22, 2013        |
| Siebente Saison (Zurück zu Sowjetunion)                              | 19 (100)                 | Lwiw                     | Nastya                   | Dezember 29, 2013        |
| Siebente Saison (Zurück zu Sowjetunion)                              | 20 (101)                 | Moskau                   | Andrej                   | Dezember 31, 2013        |
| 2* - Das bedeutet, es ist bereits die zweite Ausgabe über diesen Ort |                          |                          |                          |                          |
| Achte Saison (Am Ende der Welt)                                      | Folge                    | Ort                      | Golden Card Inhaber      | Erstausstrahlung         |
| Achte Saison (Am Ende der Welt)                                      | 1 (102)                  | Malediven                | Regina                   | Februar 2, 2014          |
| Achte Saison (Am Ende der Welt)                                      | 2 (103)                  | Äthiopien                | Kolya                    | Februar 9, 2014          |
| Achte Saison (Am Ende der Welt)                                      | 3 (104)                  | Tansania                 | Kolya                    | Februar 16, 2014         |
| Achte Saison (Am Ende der Welt)                                      | 4 (105)                  | Seychellen               | Regina                   | Februar 23, 2014         |
| Achte Saison (Am Ende der Welt)                                      | 5 (106)                  | Manila                   | Kolya                    | Märch 2, 2014            |
| Achte Saison (Am Ende der Welt)                                      | 6 (107)                  | Borneo                   | Kolya                    | Märch 9, 2014            |
| Achte Saison (Am Ende der Welt)                                      | 7 (108)                  |                          |                          |                          |
| Achte Saison (Am Ende der Welt)                                      | 8 (109)                  |                          |                          |                          |
| Achte Saison (Am Ende der Welt)                                      | 9 (110)                  |                          |                          |                          |
| Achte Saison (Am Ende der Welt)                                      | 10 (111)                 |                          |                          |                          |
| Achte Saison (Am Ende der Welt)                                      | 11 (112)                 |                          |                          |                          |
| Achte Saison (Am Ende der Welt)                                      | 12 (113)                 |                          |                          |                          |
| Achte Saison (Am Ende der Welt)                                      | 13 (114)                 |                          |                          |                          |
| Achte Saison (Am Ende der Welt)                                      | 14 (115)                 |                          |                          |                          |
| Achte Saison (Am Ende der Welt)                                      | 15 (116)                 |                          |                          |                          |
| Achte Saison (Am Ende der Welt)                                      | 16 (117)                 |                          |                          |                          |
| Achte Saison (Am Ende der Welt)                                      | 17 (118)                 |                          |                          |                          |
| Achte Saison (Am Ende der Welt)                                      | 18 (119)                 |                          |                          |                          |
| Achte Saison (Am Ende der Welt)                                      | 19 (120)                 |                          |                          |                          |
| Achte Saison (Am Ende der Welt)                                      | 20 (121)                 |                          |                          |                          |
| Achte Saison (Am Ende der Welt)                                      | 21 (122)                 |                          |                          |                          |
| Achte Saison (Am Ende der Welt)                                      | 22 (123)                 |                          |                          |                          |
| Achte Saison (Am Ende der Welt)                                      | 23 (124)                 |                          |                          |                          |
| Achte Saison (Am Ende der Welt)                                      | 24 (125)                 |                          |                          |                          |
| Achte Saison (Am Ende der Welt)                                      | 25 (126)                 |                          |                          |                          |
| Achte Saison (Am Ende der Welt)                                      | 26 (127)                 |                          |                          |                          |
| Achte Saison (Am Ende der Welt)                                      | 27 (128)                 |                          |                          |                          |
| Achte Saison (Am Ende der Welt)                                      | 28 (129)                 |                          |                          |                          |

## Auszeichnungen
- 2014: TEFI AWARD – Gewinner im Bereich: Entertainment Programm – Lifestyle[4]
- 2016: TEFI AWARD – Gewinner im Bereich: Entertainment Programm – Lifestyle[5]

## Sonstiges
- Die in Deutschland teilweise benutzte Übersetzung „Orel und Reschka“ basiert auf der falschen Annahme, der Titel der Sendung würde auf die Namen der Moderatoren Bezug nehmen. „Reschka“ klingt im Deutschen wie ein Name für eine weibliche Person, „Orel“ wie ein Name für eine männliche Person.
- Während der Aufnahmen in Hamburg liehen sich die ukrainischen Reisenden einen hochmotorisierten Sportwagen und gaben laut Gas. Die deutsche Polizei verwarnte die Reisenden.